# Arany Oroszlán Gyógyszertár (Budapest)
Az Arany Oroszlán Gyógyszertárat 1794-ben alapította Landerer József Pesten. 1810-ig a Kálvin tér és a Kecskeméti utca sarkán álló épületben üzemelt, majd áttelepítették a mai Papnövelde (volt: Eötvös Loránd) utca 2. számú házba, ami akkor egy 18. századi épület volt. Ugyanitt 1841-ben új épületet emeltek Hild József tervei szerint.
A gyógyszertár tulajdonosai közül ismertebbek Jármay Gusztáv és fia, Gyula, akik nemcsak a patikát vezették, de kiemelkedő szerepet játszottak a gyógyszerészet szervezeti és tudományos életében is. Az Arany Oroszlán biedermeier bútorzata 1830-ban készült, és ma a Kiscelli Múzeumban látható.